# Destino
«Destino» — анімаційна короткометражка, створена 2003 року компанією The Walt Disney Company. Унікальність «Destino» полягає в тому, що роботи над цією короткометражкою почалися аж 1945 року, за 58 років до кінцевого завершення роботи над проєктом. У роботі над проєктом співпрацювали американський аніматор Волт Дісней та іспанський художник Сальвадор Далі. До мультику увійшла музика, написана мексиканським автором пісень Армандом Домінґесом і виконана Дорою Луз. Цю короткометражку включили до  Шоу анімаційних Шоу 2003 року.

## Зов. посилання
- Destino на сайті IMDb (англ.)
- Link to the official publisher of artwork from Destino [Архівовано 27 серпня 2011 у Wayback Machine.]
- Disney/Dalí's Completed Destino Kicks Off Annecy Fest
- 2004 AWN Oscar Showcase - Destino - Pictures and a short video clip
- The Destiny of Dalí's Destino [Архівовано 4 вересня 2011 у Wayback Machine.] illuminates Dalí's collaboration with Disney and discusses the aesthetics of both artists